# Equitana

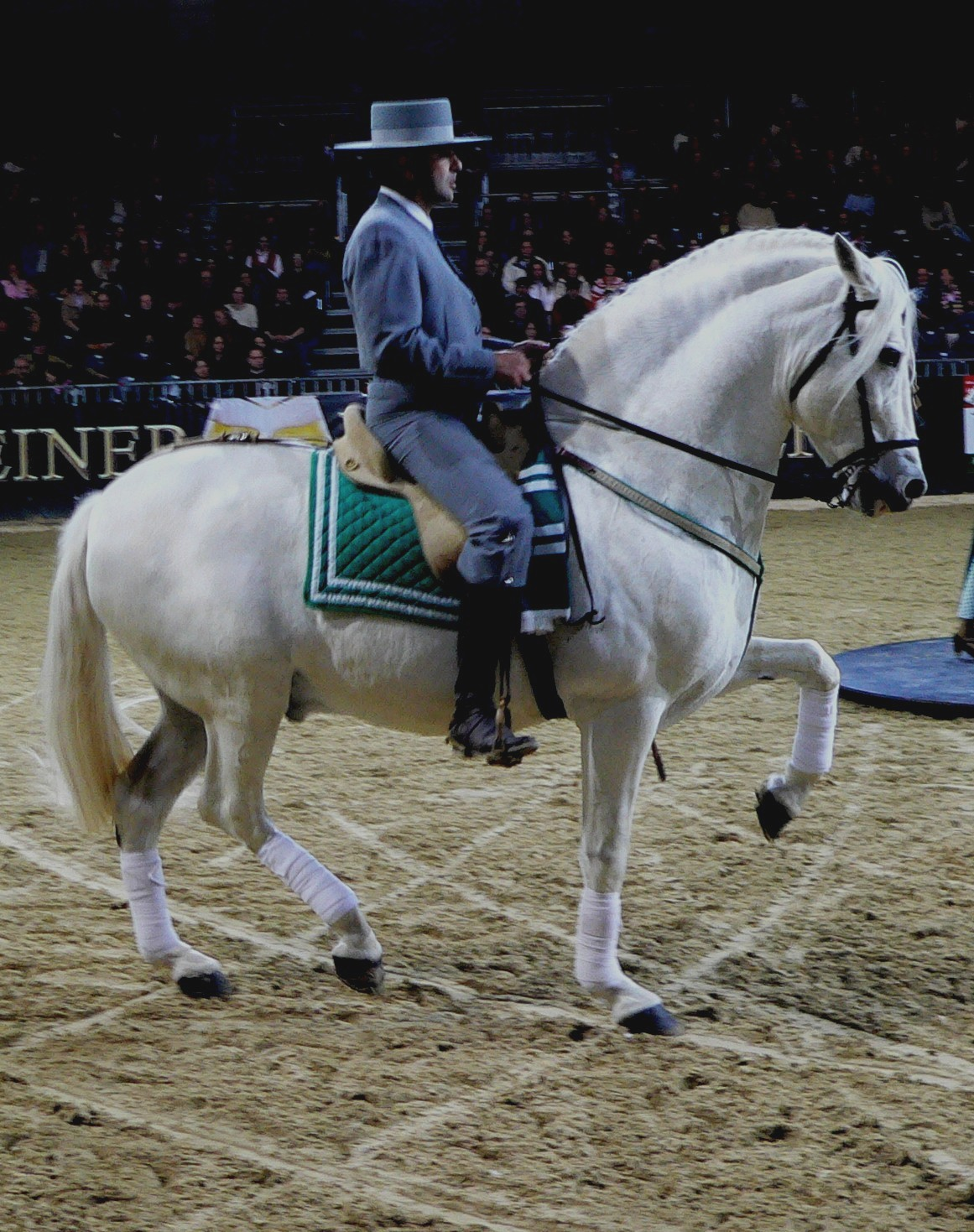
Präsentation eines Andalusischen Hengstes auf der Equitana 2005

Die Equitana (Eigenschreibweise: EQUITANA, Untertitel: Weltmesse des Pferdesports) ist eine Messeorganisation für den Pferdesport. Die alle zwei Jahre stattfindende Messe wurde erstmals 1972 in Essen eröffnet und führt Veranstaltungen in Deutschland und Australien durch.

## Equitana Essen
Die Equitana in Essen ist die größte Pferdesportmesse der Welt. Sie findet seit der Erstveranstaltung 1972 alle zwei Jahre auf dem Messegelände Essen statt. Mit rund 650 Ausstellern aus allen Bereichen des Pferdesports ist die Equitana die wichtigste Pferdemesse in Deutschland. Auf der Equitana werden Produkte aus allen Bereichen des Pferdesports vorgestellt, beispielsweise Pferdeanhänger, Westernsättel und Dressurstiefel. 1.000 Pferde, 2.000 Veranstaltungen und die HOP TOP Show finden im Rahmen der Messe statt.
Die Equitana ist eine so genannte Special-Interest-Messe. Von den rund 130 000 Besuchern sind mehr als ein Viertel Fachbesucher. Davon wiederum sind 90 Prozent aktive Reiter. Über 70 Prozent der Besucher sind selbst Pferdebesitzer. Zu den Besuchern gehören dabei unter anderem Ausbilder, Turnierreiter, Stallbesitzer, Pferdezüchter und Veterinäre. Das Angebot richtet sich auch an Freizeitreiter und Pferdefans.
850 Aussteller aus 30 Ländern zeigen alle zwei Jahre Produkte rund ums Pferd. Zu den gezeigten Themen gehören:
- Pferdetransporter und Fahrzeuge
- Stallbau und Stalltechnik
- Futter, Pflege und Medizin
- Reitsportzubehör und Bekleidung
- Turniersport und Zucht
- Tourismus und Dienstleistungen
- Fahrsport
- Westernreiten
- Freizeitreiten und Rassevielfalt

Erster ideeller Träger der Equitana war der Deutsche Reiter- und Fahrerverband. Heute ist die Deutsche Reiterliche Vereinigung Partner und Förderer. Zu den Unterstützern gehörten außerdem die Messe Essen und das Rheinische Pferdestammbuch.

### Geschichte
Die Messe wurde 1971 gegründet und fand erstmals am 27. April 1972 in fünf Hallen der Messe Essen statt, die von 170 Ausstellern und 51.000 Besuchern frequentiert wurde. Seit 1973 findet die Equitana im Zweijahres-Turnus statt. In den 1970er und 1980er Jahren verzeichnete die Messe stetig steigende Aussteller- und Besucherzahlen. 1989 wurde die Equitana an die Blenheim International Deutschland GmbH in Düsseldorf verkauft, einen Vorgänger der Reed Exhibitions Deutschland GmbH. Reed Exhibitions richtet die Messe seit 2001 aus.

### Veranstaltungen
An vier Messe-Abenden findet die sogenannte Hop Top Show statt. Seit 2005 findet die Zuchtschau Hengste statt. Dabei werden Zuchthengste aus der Warmblut- und Reitponyzucht präsentiert.

### Pferderassen
Rund 1000 Pferde und 40 verschiedene Rassen sind während der Equitana vor Ort. Ein besonderer Schwerpunkt liegt dabei auf der Präsentation exotischer Pferderassen. 1972 wurde etwa das damals in Europa noch weitestgehend unbekannte Quarter Horse auf der Equitana vorgestellt. Auch das Shire Horse, Friesenpferde, Achal-Tekkiner, russische Orlow-Traber und Andalusier wurden auf der Schaubühne der Messe präsentiert. Auf der Messe stellten sich zudem die Interessengemeinschaften von Welsh über Fjord bis Connemara und Dartmoor vor.

### Equitana 2015
2015 waren alle neun Messetage bestimmten Themen gewidmet. Folgende Thementage gab es:
- Kindertag
- Tag der Zucht
- Tag der Ausbildung
- Fahrsport-Tag
- Sportpferde-Tag
- Western-Tag
- Horsemanship-Tag
- Barockpferde-Tag
- Equitana-Finale

## Equitana Open Air

### Neuss
Seit 1998 findet die Equitana Open Air ebenfalls im Zwei-Jahres-Rhythmus in den geraden, Equitana-freien Jahren statt. Sie greift als Freiluftmesse verstärkt den Breitensport auf. Auf der Messe zeigen rund 250 Aussteller das gesamte Angebot rund ums Pferd. Gemeinsam mit mehreren Partnerverbänden bietet die Equitana Open Air zahlreiche Wettbewerbe in verschiedenen Disziplinen im Breitensportbereich an. Zum Programm auf der Galopprennbahn Neuss gehören 200 Veranstaltungen auf sieben Reitplätzen. Am Wochenende nach Pfingsten kommen hier alle zwei Jahre rund 1000 Pferde und Reiter, 50 Pferderassen und 40.000 Besucher zusammen.

### Mannheim
Seit 2019 findet im zweijährigen Rhythmus jeweils nach der Equitana in Essen auf dem Mannheimer Maimarktgelände eine Equitana Open Air statt.

## Equitana Australia
Seit 1999 wird die Equitana Australia in Lizenz im asiatisch-pazifischen Raum veranstaltet. Veranstaltungsort war bis 2011 zunächst Melbourne, wo die Messe alle zwei Jahre an vier Tagen mit rund 300 nationalen und internationalen Ausstellern und rund 50.000 Besuchern stattfindet. Seit 2011 ist Sydney in den ungeraden Jahren ein weiterer Standort.

## Equitana USA
In den Vereinigten Staaten wurde von 1996 bis 2001 in Louisville, Kentucky, eine Pferdemesse unter dem Namen Equitana veranstaltet.
Im Jahr 2020 sollte die Equitana USA an einem neuen Veranstaltungsort, dem Kentucky Horse Park, erneut stattfinden. musste aber aufgrund der COVID-19-Pandemie in den Vereinigten Staaten abgesagt werden. Als Ersatz wurde virtuelle Veranstaltung angeboten. Anfang Oktober 2021 wurde die Equitana USA dann als dreitägige Messe im Kentucky Horse Park in Lexington durchgeführt. 2021 traten Carson Kressley, Phillip Dutton und Pat Parelli auf, obwohl es aufgrund von COVID-19 weiterhin Einschränkungen gab. Seitdem fand die Messe nicht mehr statt.